# Shahab Hosseini

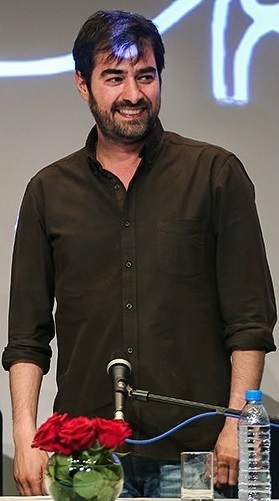
Shahab Hosseini (2016)

Shahab Hosseini (persisch شهاب حسینی; * 5. Februar 1973 in Teheran) ist ein iranischer Schauspieler, Filmemacher und Moderator.

## Leben
Hosseini tritt seit 2001 als Schauspieler für Film und Fernsehen in Erscheinung. Sein Schaffen umfasst mehr als 70 Produktionen. Er wurde mehrfach mit iranischen und internationalen Preisen ausgezeichnet und vielfach nominiert.

## Filmografie (Auswahl)
- 2007: Madar-e sefr daradscheh (Fernsehserie)
- 2009: Superstar
- 2009: Alles über Elly
- 2011: Nader und Simin – Eine Trennung
- 2012: The Paternal House
- 2012: Someone Wanna Talk To You
- 2013: The Painting Pool
- 2013: Hush! Girls Don’t Scream
- 2015: Shahrzad (Fernsehserie, 59 Folgen)
- 2016: The Salesman
- 2016: My Brother Khosrow
- 2019: Labyrinth
- 2020: The Night – Es gibt keinen Ausweg
- 2020: Erster Schnee (Ensilumi)
- 2023: Intoxicated by Love

## Auszeichnungen (Auswahl)
- 2008 Crystal Simorgh Award als bester Hauptdarsteller beim Internationalen Fajr-Filmfestival.
- 2011 Silberner Bär/Bester Darsteller bei den Internationalen Filmfestspielen in Berlin zusammen mit den Darstellern von Nader und Simin – Eine Trennung.[2]
- 2015  Preis für den besten Darsteller bei den Internationalen Filmfestspielen von Cannes für seine Rolle in The Salesman.[3][4]
- 2022 Preis als Bester Hauptdarsteller mit einem Jussi für Erster Schnee